# Abbots Ripton
Abbots Ripton – wieś w Anglii, w hrabstwie Cambridgeshire, w dystrykcie Huntingdonshire. Leży 30 km na północny zachód od miasta Cambridge i 99 km na północ od Londynu. W 2001 miejscowość liczyła 309 mieszkańców.